# Consonne fricative uvulaire sourde
Cette page contient des caractères spéciaux ou non latins. S’ils s’affichent mal (▯, ?, etc.), consultez la page d’aide Unicode.
La consonne fricative uvulaire sourde est un son consonantique fréquent dans de nombreuses langues. Le symbole dans l’alphabet phonétique international est [χ]. Ce symbole est celui de la lettre grecque chi minuscule (χ, prononcer khi en français).

## Caractéristiques
Voici les caractéristiques de la consonne fricative uvulaire sourde.
- Son mode d'articulation est fricatif, ce qui signifie qu’elle est produite en contractant l'air à travers une voie étroite au point d’articulation, causant de la turbulence.
- Son point d'articulation est uvulaire, ce qui signifie qu'elle est articulée avec le dos de la langue (la dorsal) contre ou près de la luette.
- Sa phonation est sourde, ce qui signifie qu'elle est produite sans la vibration des cordes vocales.
- C'est une consonne orale, ce qui signifie que l'air ne s’échappe que par la bouche.
- C'est une consonne centrale, ce qui signifie qu’elle est produite en laissant l'air passer au-dessus du milieu de la langue, plutôt que par les côtés.
- Son mécanisme de courant d'air est égressif pulmonaire, ce qui signifie qu'elle est articulée en poussant l'air par les poumons et à travers le chenal vocatoire, plutôt que par la glotte ou la bouche.

## En français
En français standard, ce son est un allophone de /ʁ/, réalisé habituellement avant ou après une consonne sourde, comme dans les mots propre [pχɔpχ(ə)], tarte [taχt] ou huître [ɥitχ]. C'est ce symbole, et non χ, qui est utilisé dans les dictionnaires, la distinction entre les deux n'étant pas phonologique (elle ne sert pas à distinguer des mots différents).
Cette consonne peut être parfois affriquée : crocs [q͡χo].

## Autres langues
Plusieurs variétés de l'allemand possèdent cette consonne comme allophone de /x/ (donc [χ], ne confondez pas avec [x]). Elle est alors communément connue comme le Ach-Laut, d'après l'interjection allemande.
Parmi les dialectes néerlandais, le bas-francique utilise aussi ce son.
En normand, le h de la Hague se prononce par ce son (voir toponymie de la Hague).
Il était très fréquent en lorrain roman. Il est transcrit graphiquement dans les toponymes lorrains par S (Saintois), ou par X (Xermaménil, Laxou, Nomexy...). Il est toujours utilisé en Lorraine germanophone comme pour le toponyme Achen, village du pays de Bitche.